# Aeroportul Luena
Aeroportul Luena (IATA: LUO, ICAO: FNUE) este un aeroport din Provincia Moxico, Angola ce deservește zona Luena. A fost numit după zona deservită.
Situat la o altitudine de 1.329 m, aeroportul dispune de o singură pistă.